# Katastrofa lotu Air France 296
Katastrofa lotu Air France 296Q miała miejsce 26 czerwca 1988 podczas pokazów lotniczych na lotnisku Miluza – Habsheim. Podczas pokazowego lotu na małej wysokości samolot Airbus A320-111, wiozący zaproszonych gości i dziennikarzy, zawadził o drzewa i runął do lasu otaczającego lotnisko. Zginęły trzy osoby. Była to pierwsza katastrofa maszyny tego typu i wywołała falę dyskusji na temat bezpieczeństwa technologii komputerowego sterowania samolotów fly-by-wire. Dodatkowy rozgłos zdobyła ze względu na do dziś niewyjaśnione wątpliwości dotyczące przebiegu wydarzeń i przyczyn wypadku.

## Przebieg lotu
26 czerwca 1988 odbywały się w Miluzie pokazy lotnicze zorganizowane przez miejscowy aeroklub. Główną atrakcją pokazów miał być najnowocześniejszy wówczas samolot pasażerski Airbus A320. Pierwsze maszyny tego typu linie lotnicze Air France nabyły zaledwie kilka tygodni wcześniej. Przeznaczony do udziału w pokazach samolot, noszący oznaczenie F-GFKC, był w służbie od trzech dni i miał wylatane zaledwie 22 godziny.
Samolot wystartował o godzinie 14:41 z pobliskiego portu lotniczego Bazylea–Miluza–Fryburg (kod ICAO: LFSB). Na pokładzie miał sześć osób załogi i 130 pasażerów: dziennikarzy, zaproszonych gości oraz osoby, które w gazetowej loterii wylosowały prawo do udziału w tym locie. Samolot pilotował kapitan Michel Asseline, doświadczony pilot, w Air France odpowiedzialny za szkolenie pilotów A320. Drugim pilotem był Pierre Mazière. Plan lotu przewidywał dwukrotny przelot nad lotniskiem w Habsheimie, na którym odbywały się pokazy i powrót do miejsca startu. Pierwszy przelot miał się odbyć z małą prędkością, na wysokości 100 stóp (30 m), w konfiguracji jak do lądowania: z otwartym podwoziem, wypuszczonymi klapami i dużym kątem natarcia; drugi na wysokości 300 stóp, w normalnej konfiguracji przelotowej.
Po starcie samolot osiągnął wysokość 1000 stóp, po czym rozpoczął zniżanie, mając w zasięgu wzroku lotnisko w Habsheimie. O 14:45:14 drugi pilot zameldował osiągnięcie wysokości 100 stóp. Mimo tego samolot kontynuował zniżanie do około 30–35 stóp. O 14:45:35 ciąg silników zaczął się zwiększać, nie pozwoliło to jednak dostatecznie szybko zwiększyć wysokości lotu. O 14:45:40 samolot zawadził o drzewa na końcu pasa startowego i łagodnie spadł w lesie, wybijając długą na 150 m przecinkę i tracąc przy tym obydwa skrzydła. Wybuchł pożar, który został szybko ugaszony. Większość pasażerów opuściła wrak o własnych siłach przez wyjścia awaryjne, pozostali zostali wyprowadzeni przez ekipy ratunkowe. Zginęło trzech pasażerów, kilkudziesięciu odniosło lżejsze lub cięższe obrażenia.
Wypadek został sfilmowany przez kilku widzów pokazu.

## Przyczyny katastrofy

### Wersja oficjalna
Komisja rządowa badająca przyczyny wypadku orzekła w raporcie końcowym, że został on spowodowany przez następujące czynniki:
- zbyt niski lot, poniżej planowanej wysokości i poniżej otaczających lotnisko przeszkód,
- nadmierne zmniejszenie prędkości lotu, zmierzające do maksymalizacji kąta natarcia,
- przełączenie silników na bieg jałowy,
- zbyt późne zwiększenie ciągu silników.

Wnioski te podsumowywane bywają jako „za nisko, za wolno, za późno”. Komisja uznała przy tym, że obniżenie lotu poniżej 100 stóp nie było zamierzone, a wywołane nieuwzględnieniem wszystkich sygnałów podających wysokość lotu.
Jednocześnie oficjalny raport stwierdzał, że samolot był w pełni sprawny i żadna awaria jego systemów nie przyczyniła się do wypadku.

### Wersja pilota
Pilot Michel Asseline mówił tuż po katastrofie, że już na 20 sekund przed zdarzeniem próbował zwiększyć ciąg silników, by przejść w lot poziomy na przepisanej wysokości, jednak silniki nie zareagowały. Dopiero, gdy po pierwszej, nieudanej próbie zwiększenia ciągu cofnął dźwignię do położenia biegu jałowego, a następnie ustawił na ciąg startowy, system przyjął z kilkusekundowym opóźnieniem tę komendę i silniki zaczęły zwiększać obroty. Było jednak za późno, by poderwać samolot. Samolot nie zareagował też na pociągnięcie drążka sterowego, pomimo że można było teoretycznie zwiększyć jeszcze w tym momencie siłę nośną przez zwiększenie kąta natarcia. Do tego lewy silnik stracił ciąg tuż przed zawadzeniem o drzewa. Kapitan utrzymywał ponadto, że wysokościomierz airbusa wskazywał 100 stóp podczas całego manewru i załoga nie wiedziała, że w rzeczywistości leci znacznie niżej.
Szczegółowy opis swojej wersji przebiegu wydarzeń i analizy możliwych przyczyn wypadku Michel Asseline zawarł w wydanej w 1992 książce Le pilote est-il coupable?.

### Wątpliwości
Airbus A320 był pierwszym cywilnym samolotem stosującym technologię fly-by-wire. Katastrofa wydarzyła się w momencie, gdy samolot był wdrażany do służby, trwał proces homologacji w Stanach Zjednoczonych, zaś producent Airbus Industrie notował wielkie zainteresowanie potencjalnych klientów. Jakiekolwiek podejrzenie, że samolot nie jest bezpieczny, mogło oznaczać dla firmy olbrzymie straty. Rząd Francji, będący współwłaścicielem firmy, traktował ponadto projekt A320 niezwykle prestiżowo. W rezultacie można było oczekiwać silnych nacisków na oddalenie od samolotu jakichkolwiek podejrzeń, a zwłaszcza podejrzeń o błędy konstrukcyjne.
Już w dzień po katastrofie francuski minister transportu Louis Mermaz i przedstawiciele producenta, nie czekając na wyniki dochodzeń, zgodnie orzekli, że można wykluczyć problem techniczny z samolotem, a wypadek był skutkiem błędu pilota. Mermaz posunął się nawet do stwierdzenia, że „analiza rejestratorów lotu niewątpliwie potwierdzi ten wniosek”. Inni urzędnicy publicznie zarzucali pilotowi lekkomyślność i nadmierną pewność siebie przy wykonywaniu manewrów. Ponieważ analizą przyczyn wypadku zajmowała się podlegająca ministrowi Dyrekcja Generalna Lotnictwa Cywilnego (DGAC), zrodziło się pytanie o rzetelność i bezstronność dochodzenia.
Opinia ministra i producenta była krytykowana przez stowarzyszenie pilotów, które uważało z kolei, że fundamentalnymi wadami nowego samolotu były: brak możliwości przejęcia przez pilota bezpośredniej kontroli nad sterami i redukcja załogi w kokpicie do dwóch osób. Stowarzyszenie usiłowało forsować pogląd, że właśnie te defekty przyczyniły się do katastrofy.
Ostateczny raport komisji badającej przyczyny wypadku został opublikowany w kilkanaście miesięcy po katastrofie i stał się od razu obiektem ostrej krytyki. Zarzuty koncentrowały się przede wszystkim na dwóch punktach: usterkach technicznych samolotu i wartości danych z rejestratorów lotu.

#### Wady i usterki samolotu
Od wprowadzenia modelu A320 do eksploatacji do momentu katastrofy producent samolotu rozesłał kilkadziesiąt powiadomień o usterkach, tzw. Operational Engineering Bulletins. Dwa spośród tych biuletynów, rozesłane w maju, informowały o problemach podobnych do opisanych przez pilota feralnego lotu:
- OEB 19/1: Engine Acceleration Deficiency at Low Altitude informował o tym, że przy locie na małej wysokości silniki mogą w pewnych sytuacjach nie reagować na komendę zwiększenia ciągu;
- OEB 06/2: Baro-Setting Cross Check stwierdzał, że barometryczny wysokościomierz A320 mógł czasami dawać błędne odczyty i zalecał kontrolę jego wskazań z innymi przyrządami.

Air France otrzymały obydwa biuletyny, ale przekazały je pilotom A320 dopiero po katastrofie. W krótkim czasie po wypadku producent wprowadził modyfikacje konstrukcji likwidujące obie te usterki.
Inny OEB, rozesłany już po katastrofie, informował o możliwości „zawieszenia się” systemu sterowania łopatami turbin w położeniu odpowiadającym biegowi jałowemu. Także ta usterka została usunięta później przez producenta. Według pilota w trakcie manewru spełnione były wszystkie warunki, przy których zjawisko to mogło wystąpić.
W sierpniu 1988 bliźniaczy do rozbitego Airbus A320 podczas startu z lotniska w Genewie doznał pompażu sprężarki (pojawienia się turbulencji w przepływie powietrza przez turbinę), czemu towarzyszy skokowy spadek wydajności sprężarki i utrata ciągu silnika. W wyniku tego incydentu producent zmodyfikował regulację elementów sprężarki we wszystkich samolotach tego typu. Istnieje prawdopodobieństwo, że w końcowej fazie lotu 296Q wystąpił ten sam efekt i że był on odpowiedzialny za opisany przez pilota spadek ciągu jednego z silników. Niektórzy świadkowie zeznali, że słyszeli charakterystyczny podwójny huk towarzyszący temu zjawisku, który również został nagrany przez rejestrator głosu w kokpicie (CVR). W ostatecznej wersji oficjalnego raportu dźwięk ten przypisano zderzeniom z drzewami.

#### Rejestratory lotu
Największą i budzącą najwięcej wątpliwości nieregularnością dochodzenia są losy rejestratorów lotu (czarnych skrzynek) rozbitego airbusa. Obydwa rejestratory zostały odnalezione krótko po katastrofie. Francuskie przepisy przewidują, że powinny one zostać natychmiast przejęte przez policję, opieczętowane i przekazane nadzorującemu śledztwo sędziemu. Jednak w tym wypadku czarne skrzynki zostały zatrzymane przez dyrekcję lotnictwa cywilnego i skonfiskowane przez policję dopiero 10 dni po katastrofie. Nie wiadomo, co działo się z nimi w tym czasie. Zapisy z cyfrowego rejestratora danych lotu (DFDR) noszą ślady możliwych manipulacji: brak jest kilku krytycznych dla analizy wypadku sekund zapisu, a dane z DFDR są rozsynchronizowane z nagraniem rejestratora rozmów w kokpicie (CVR). Ponadto niektóre parametry lotu odczytane z DFDR są sprzeczne bądź fizycznie niemożliwe. Samolot nie mógł lecieć z zapisanymi: prędkością i kątem natarcia bez utraty siły nośnej, zaś znak zapisanego przyspieszenia podłużnego nie zgadza się w krytycznej fazie lotu z zarejestrowanym kierunkiem zmian prędkości.
Braki w zapisie DFDR uniemożliwiają, między innymi, weryfikację zeznań pilota o utracie mocy jednego z silników i ewentualne ustalenie jej przyczyn.
W maju 1998 szwajcarskie laboratorium kryminalistyczne Institut de Police Scientifique et Criminologique (IPSC) zbadało zdjęcia wykonane przez dziennikarzy na miejscu katastrofy, na których przypadkiem zarejestrowany został moment wynoszenia rejestratorów przez pracownika dyrekcji lotnictwa cywilnego. Na ich podstawie eksperci orzekli, że czarne skrzynki zarekwirowane przez policję i przedstawione jako dowody w pracach komisji i w sądzie nie są tymi samymi, które zostały wydobyte z miejsca wypadku.
Oficjalne dochodzenie potwierdziło wprawdzie możliwość manipulacji danych w rejestratorach, ale mimo to uznało ich zapis za pełnowartościowy materiał dowodowy. Podobnie postąpił sąd, rozpatrując kwestię odpowiedzialności za wypadek.

### Złe przygotowanie pokazu
Michel Asseline przedstawia w swej wersji także szereg błędów popełnionych przy przygotowaniach do pokazu, które jego zdaniem istotnie przyczyniły się do tragedii:
- udział pasażerów w locie pokazowym,
- wewnętrzne regulacje Air France dopuszczały lot na wysokości mniejszej niż zezwalały na to obowiązujące przepisy i ten niższy pułap zapisano w planie lotu,
- plan lotu został dostarczony załodze w ostatniej chwili, nie odbyła się odprawa przed lotem,
- dołączona do planu mapa była czarno-białą odbitką kolorowego oryginału; obszary leśne, zaznaczone na oryginalnej mapie kolorem zielonym, nie były na odbitce widoczne,
- nie zorganizowano wizji lokalnej lotniska, na którym miały odbyć się pokazy; w rezultacie załoga nie wiedziała, że za lotniskiem znajduje się las,
- załoga nadmiernie ufała systemom zabezpieczenia, w wyniku formalnych i nieformalnych zapewnień producenta o ich możliwościach,
- piloci, nie przyzwyczajeni do lotów nad małymi lotniskami, nie potrafili właściwie ocenić wizualnie wysokości lotu; wysokościomierz ciśnieniowy dawał błędny odczyt, zaś wysokościomierz radiowy, który podawał głosowo wysokość lotu, nie był przez pilota słyszany z powodu zaabsorbowania uwagi manewrem, oraz ponieważ dźwięk z niego nie był przekazywany przez słuchawki.

Sąd podzielił częściowo te zarzuty i organizator oraz pracownicy Air France odpowiedzialni za przygotowanie pokazu zostali uznani za współodpowiedzialnych za katastrofę.

### Alternatywne dochodzenia
Wątpliwości wobec oficjalnego dochodzenia zaowocowały próbami niezależnych analiz wypadku. W 1990 brytyjska telewizja Channel 4 nadała program poświęcony katastrofie. Wystąpił w nim Ray Davis, niezależny ekspert, który na zamówienie telewizji przeprowadził własne śledztwo. W raporcie z tego śledztwa Davis wykazał istnienie błędów i sprzeczności w zapisach rejestratorów lotu, sugerujących manipulację danych i podważył wnioski oficjalnej komisji. Davis zwrócił m.in. uwagę, że według zapisów DFDR, gdy pilot w ostatniej fazie lotu pociągnął drążek, by zwiększyć kąt natarcia, system wysłał do sterów komendę ruchu w odwrotnym kierunku. Wniosek końcowy raportu brzmiał: „jakikolwiek błąd popełnił pilot, automatyczne systemy samolotu uniemożliwiły mu późniejsze naprawienie tego błędu”.
Raport Davisa spotkał się z ostrą krytyką ze strony Airbus Industrie.
W 1998 Christian Roger, były pilot Air France i były przewodniczący stowarzyszenia pilotów, opublikował swój raport koncentrujący się przede wszystkim na kwestii sfałszowania zapisów rejestratorów lotu. Raport ten zaczął powstawać pod wpływem pierwszego procesu, na którym sąd przyjął zapisy rejestratorów jako pełnowartościowy dowód w sprawie.

## Orzeczenie sądu
Proces o spowodowanie katastrofy rozpoczął się w 1996 przed sądem w Colmar. Na ławie oskarżonych znaleźli się, obok obydwu pilotów, organizator pokazu i dwaj pracownicy Air France odpowiedzialni za planowanie lotów i bezpieczeństwo. Wszystkim postawiono zarzut nieumyślnego spowodowania śmierci i ciężkich obrażeń ciała. Pilotom prokurator zarzucał lekkomyślność, pozostałym oskarżonym m.in. niestaranne przygotowanie planu lotu, wyznaczenie zbyt małej wysokości przelotu, niezapoznanie pilotów z lokalnymi warunkami lotniska w Habsheimie i dopuszczenie pasażerów do udziału w locie pokazowym, w trakcie którego planowano potencjalnie niebezpieczne manewry.
Wyrok zapadł 14 marca 1997. Wszyscy oskarżeni zostali uznani za winnych i skazani na kary więzienia w zawieszeniu, z wyjątkiem kapitana, skazanego na 6 miesięcy bezwzględnego więzienia i 12 miesięcy w zawieszeniu.
Michel Asseline jako jedyny złożył apelację od wyroku. 9 kwietnia 1998 sąd apelacyjny także uznał go winnym i podwyższył karę do 10 miesięcy bezwzględnego więzienia i 10 miesięcy więzienia w zawieszeniu.

## Literatura
- Michel Asseline: Le pilote est-il coupable?. Paris: No 1, 1992. ISBN 2-86391-517-7. (fr.). Brak numerów stron w książce